# ديفيد غيليلاند
ديفيد غيليلاند (بالإنجليزية: David Gilliland)‏ هو سائق سيارة سباق أمريكي، ولد في 1 أبريل 1976 في ريفرسايد في الولايات المتحدة.

## وصلات خارجية
- الموقع الرسمي
- ديفيد غيليلاند على موقع Racing-Reference.info (الإنجليزية)